# Phrictus diadema
Phrictus diadema är en insektsart som först beskrevs av Linnt 1767.  Phrictus diadema ingår i släktet Phrictus och familjen lyktstritar. Inga underarter finns listade i Catalogue of Life.